# Peristylus unguiculatus
Peristylus unguiculatus är en orkidéart som beskrevs av Johannes Jacobus Smith. Peristylus unguiculatus ingår i släktet Peristylus och familjen orkidéer. Inga underarter finns listade i Catalogue of Life.